# Michael Ruffin
Michael David Ruffin (Denver, Colorado; 21 de enero de 1977) es un exjugador de baloncesto estadounidense que disputó nueve temporadas en la NBA y dos más en la liga ACB. Con 2,03 metros de estatura jugaba en la posición de ala-pívot.

## Trayectoria deportiva
Tras jugar cuatro temporadas en la Universidad de Tulsa con los Hurricane de la División I de la NCAA -donde promedió 9,4 puntos, 9,5 rebotes y 1,2 asistencias por partido en 128 encuentros-, fue seleccionado en la segunda ronda del Draft de la NBA de 1999 por los Chicago Bulls. En su nuevo equipo asumiría el papel de jugador defensivo, el cual mantendría en los años siguientes como jugador de la NBA.
En 2001 firmó con los Philadelphia 76ers, pero en enero de 2002 se marchó a Europa para incursionar por primera vez en el baloncesto español, siendo contratado por el Caprabo Lleida como sustituto del lesionado Bryan Sallier. Tras un año y medio en España, regresó a Estados Unidos para retomar su carrera en la NBA.
Registró pasos por Utah Jazz, Washington Wizards y Milwaukee Bucks entre 2003 y 2008. En 2007 protagonizó un insólito episodio en un partido entre Washington Wizards y Toronto Raptors, en el que arrojó al aire la pelota faltando unos segundos para que el encuentro concluyese, con tanta mala fortuna que cayó en las manos de un rival que anotó un tiro de tres puntos y llevó el enfrentamiento a un tiempo extra, donde los canadienses finalmente se impusieron.
En el verano de 2008 se convirtió en agente libre. Asistió a un campo de entrenamiento con los Chicago Bulls y luego se unió a la franquicia, pero no jugó un solo partido oficial a causa de una lesión. Ruffin volvería a la acción en febrero de 2009, habiendo quedado en el medio de una transacción entre los Chicago Bulls y los Sacramento Kings que derivó en su intercambio a los Portland Trail Blazers por el nigeriano Ike Diogu.
Antes del inicio de una nueva temporada, asistió al campo de entrenamiento del Oklahoma City Thunder, pero la franquicia no le ofreció un contrato. En consecuencia, en octubre de 2009, se unió al Bàsquet Manresa de la Liga ACB para remplazar al lesionado Brian Cusworth. En ese equipo sólo jugaría 8 partidos antes de ser apartado del plantel.
Sin ofertas de equipos de la NBA, Ruffin aceptó la propuesta de convertirse en entrenador de los Colorado Kings, un equipo de la ABA. Sin embargo dejó el club antes de que comenzara la temporada y regresó a España, donde ficharía con el Obradoiro de la Liga LEB Oro.
Ruffin hizo un último intento por retornar a la NBA a fines de 2011, cuando fue invitado a un campo de entrenamiento de los Denver Nuggets, pero la experiencia no le sirvió para volver a la acción en la liga profesional de baloncesto más importante de los Estados Unidos.
A partir de 2012 retomó su faceta de entrenador, llegando a trabajar como parte del equipo de entrenadores de equipos como los New Orleans Pelicans, los Fort Wayne Mad Ants y los Phoenix Suns.

## Selección nacional
Ruffin fue parte del seleccionado universitario de baloncesto de Estados Unidos que conquistó la medalla de oro en la Universiada de 1997.

## Estadísticas de su carrera en la NBA

### Temporada regular
| Año     | Equipo       | PJ  | PT | MPP  | %TC  | %3P  | %TL   | RPP | APP | ROB | TPP | PPP |
| ------- | ------------ | --- | -- | ---- | ---- | ---- | ----- | --- | --- | --- | --- | --- |
| 1999–00 | Chicago      | 71  | 6  | 13.7 | .420 | .000 | .489  | 3.5 | .6  | .4  | .4  | 2.2 |
| 2000–01 | Chicago      | 45  | 16 | 19.5 | .444 | .000 | .506  | 5.8 | .9  | .7  | .8  | 2.6 |
| 2001–02 | Philadelphia | 15  | 0  | 11.3 | .269 | .000 | .250  | 3.4 | .3  | .3  | .5  | 1.1 |
| 2003–04 | Utah         | 41  | 23 | 17.9 | .325 | .000 | .421  | 5.0 | 1.0 | .5  | .5  | 2.2 |
| 2004–05 | Washington   | 79  | 7  | 16.0 | .414 | .000 | .433  | 4.2 | .8  | .5  | .5  | 1.4 |
| 2005–06 | Washington   | 76  | 4  | 13.3 | .442 | .000 | .500  | 3.6 | .4  | .4  | .4  | 1.4 |
| 2006–07 | Washington   | 30  | 0  | 9.0  | .278 | .000 | .368  | 2.1 | .2  | .2  | .3  | .6  |
| 2007–08 | Milwaukee    | 46  | 2  | 13.7 | .532 | .000 | .397  | 4.0 | .5  | .7  | .4  | 2.0 |
| 2008–09 | Portland     | 11  | 0  | 3.2  | .286 | .000 | 1.000 | 1.0 | 0   | 0   | .4  | 1.0 |
| Total   | Total        | 414 | 58 | 14.4 | .407 | .000 | .459  | 3.9 | .6  | .5  | .4  | 1.7 |

### Playoffs
| Año   | Equipo     | PJ | PT | MPP  | %TC  | %3P  | %TL  | RPP | APP | ROB | TPP | PPP |
| ----- | ---------- | -- | -- | ---- | ---- | ---- | ---- | --- | --- | --- | --- | --- |
| 2005  | Washington | 9  | 0  | 17.3 | .700 | .000 | .563 | 4.1 | 1.0 | .3  | .3  | 2.6 |
| 2006  | Washington | 6  | 0  | 11.7 | .500 | .000 | .000 | 2.7 | .7  | .2  | .3  | .3  |
| 2007  | Washington | 4  | 0  | 7.0  | .333 | .000 | .000 | 2.3 | .0  | .8  | .0  | .5  |
| Total | Total      | 19 | 0  | 13.4 | .600 | .000 | .500 | 3.3 | .7  | .4  | .3  | 1.4 |